# Scorpio Sky
Schuyler Andrews (Los Angeles, 2 aprile 1983) è un wrestler statunitense, sotto contratto con la All Elite Wrestling. Ha detenuto il TNT Championship e l'AEW World Tag Team Championship insieme a Frankie Kazarian . Insieme a quest'ultimo e a Christopher Daniels ha fatto parte dei SoCal Uncensored. È conosciuto anche per aver lavorato per molte federazioni del circuito indipendente nonché per la Ring of Honor e per la Total Nonstop Action Wrestling.

## Carriera

### Gli inizi
Si interessò al wrestling in tenera età, idolatrando artisti del calibro di Bret Hart, Ric Flair e The Midnight Express. Al liceo si è allenato con la squadra di wrestling per acquisire esperienza. Dopo la laurea, Scorpio Sky si è unito alla Revolution Pro Rudos Dojo insieme a Quicksilver e Chris Bosh. Sky ha debuttato in Revolution Pro nel giugno 2002 come un wrestler mascherato di nome Gallinero Tres, in un match con Top Gun Talwar. Dopo aver perso l'incontro , ha trascorso il resto del 2002 sotto la maschera da giugno a novembre, quando ha debuttato nuovamente come Scorpione Sky nella battle royal di Rudos Dojo "Fight For the Revolution", un torneo in cui il vincitore avrebbe ricevuto un contratto con la Revolution Pro. Le finali hanno visto Sky affrontare Quicksilver. Il match finì con un pareggio, ed entrambi i lottatori hanno ottenuto i contratti.
Successivamente, Sky e Quicksilver formarono un team di tag noto come  'Aerial Xpress (AXP)' . Gli AXP  ottennero un forte push, sconfiggendo diversi altri tag team (come Super Dragon e TARO) e sono stati nominati il Southern California Tag Team of the Year del 2003. Hanno anche vinto il premio Revolution Pro Tag Team of the Year 2003 . Sky vinse il premio Revolution Pro Wrestling Rookie of the Year del 2003 dopo aver vinto il titolo  Heavyweight Revolution Pro Wrestling Junior sconfiggendo Super Dragon il 4 agosto 2003. Il 18 ottobre ha sconfitto Lost per diventare l'ultimo uomo a detenere l'APW-LA dei pesi massimi leggeri Il campionato e co-proprietario dei titoli del team di Alternative Wrestling Show Tag con Quicksilver. Successivamente il titolo APW-LA Lightweight diverrà il titolo AWS Light Heavyweight e Sky verrà nominato il primo campione. Sky ha perso il titolo di Revolution Pro Junior a Rising Son nel dicembre 2003 in una partita ladder. La sua rivincita del gennaio 2004 ha dovuto essere rimandata quando i medici hanno scoperto che aveva bisogno di un intervento chirurgico di emergenza, che lo avrebbe messo da parte per due mesi. Ha riottenuto il titolo il 6 marzo 2004 ed è rimasto campione per 10 mesi, sopravvivendo a molte difese del titolo. Nell'estate del 2004, Sky e Scott Lost andarono in tournée per Osaka Pro Wrestling in Giappone. Il 16 ottobre Scorpio Sky ha vinto il  Revolution J Tournament , sconfiggendo Super Dragon, Quicksilver e Joey Harder in una partita a 4. Nel novembre 2004 ha debuttato in Combat Zone Wrestling in un match "SoCal". Ancora una volta AXP è stata nominata Squadra dell'Anno della California del Sud. Nel dicembre 2004, Revolution Pro Wrestling ha tenuto il suo spettacolo finale in cui Sky ha perso il titolo dei pesi massimi Revolution Pro Junior contro il suo partner Quicksilver.

### Pro Wrestling Guerrilla (2003–2012)
Sky si è unito a Pro Wrestling Guerrilla, una nuova federazione di proprietà dei lottatori di SoCal Super Dragon, Joey Ryan, Disco Machine, Topgun Talwar, Scott Lost e Excalibur.

## Titoli e riconoscimenti
- Adenaline Unleashed
  - Adenaline Unleashed Championship (1)
- All Elite Wrestling
  - AEW World Tag Team Championship (1) – con  Frankie Kazarian
  - AEW TNT Championship (2)
- All Pro Wrestling (Los Angeles)
  - APW-LA Lightweight Championship (1)
- Alternative Wrestling Show
  - AWS Heavyweight Championship (2)
  - AWS Light Heavyweight Championship (2)
  - AWS Tag Team Championship (2) – con Quicksilver
- Championship Wrestling from Hollywood
  - Be The Star Television Tournament (2011)
  - CWFH Heritage Heavyweight Championship (1)
  - MAV Television Championship/UWN Television Championship (5)
- Ring of Honor
  - ROH World Six-Man Tag Team Championship (1) – con Christopher Daniels e Frankie Kazarian